# Grande Prêmio da Argentina
O Grande Prêmio da Argentina foi um grande prêmio de Fórmula 1. Foi disputado no Autódromo de Buenos Aires, na capital do país de forma intermitente, nas décadas de 1950, 1970, 1980 e 1990, totalizando vinte grandes prêmios.

## Vencedores do GP da Argentina
O fundo rosa indica que a prova não fez parte do Mundial de Fórmula 1.
| Ano                                  | Piloto                         | Chassi/Motor     | Local        | Resumo |
| ------------------------------------ | ------------------------------ | ---------------- | ------------ | ------ |
| 1953                                 | Alberto Ascari                 | Ferrari          | Buenos Aires | Resumo |
| 1953                                 | Giuseppe Farina                | Ferrari          | Buenos Aires | Resumo |
| 1954                                 | Juan Manuel Fangio             | Maserati         | Buenos Aires | Resumo |
| 1954                                 | Maurice Trintignant            | Ferrari          | Buenos Aires | Resumo |
| 1955                                 | Juan Manuel Fangio             | Mercedes         | Buenos Aires | Resumo |
| 1955                                 | Juan Manuel Fangio             | Mercedes         | Buenos Aires | Resumo |
| 1956                                 | Luigi Musso Juan Manuel Fangio | Ferrari          | Buenos Aires | Resumo |
| 1956                                 | Juan Manuel Fangio             | Ferrari          | Buenos Aires | Resumo |
| 1957                                 | Juan Manuel Fangio             | Maserati         | Buenos Aires | Resumo |
| 1957                                 | Juan Manuel Fangio             | Maserati         | Buenos Aires | Resumo |
| 1958                                 | Stirling Moss                  | Cooper-Climax    | Buenos Aires | Resumo |
| 1958                                 | Juan Manuel Fangio             | Maserati         | Buenos Aires | Resumo |
| Não realizado em 1959                |                                |                  |              |        |
| 1960                                 | Bruce McLaren                  | Cooper-Climax    | Buenos Aires | Resumo |
| 1960                                 | Juan Manuel Fangio             | Cooper-Climax    | Buenos Aires | Resumo |
| Não realizado entre 1961 e 1970      |                                |                  |              |        |
| 1971                                 | Chris Amon                     | Matra            | Buenos Aires | Resumo |
| 1972                                 | Jackie Stewart                 | Tyrrell-Ford     | Buenos Aires | Resumo |
| 1973                                 | Emerson Fittipaldi             | Team Lotus-Ford  | Buenos Aires | Resumo |
| 1974                                 | Denny Hulme                    | McLaren-Ford     | Buenos Aires | Resumo |
| 1975                                 | Emerson Fittipaldi             | McLaren-Ford     | Buenos Aires | Resumo |
| Não realizado em 1976                |                                |                  |              |        |
| 1977                                 | Jody Scheckter                 | Wolf-Ford        | Buenos Aires | Resumo |
| 1978                                 | Mario Andretti                 | Team Lotus-Ford  | Buenos Aires | Resumo |
| 1979                                 | Jacques Laffite                | Ligier-Ford      | Buenos Aires | Resumo |
| 1980                                 | Alan Jones                     | Williams-Ford    | Buenos Aires | Resumo |
| 1981                                 | Nelson Piquet                  | Brabham-Ford     | Buenos Aires | Resumo |
| Fora do calendário entre 1982 e 1994 |                                |                  |              |        |
| 1995                                 | Damon Hill                     | Williams-Renault | Buenos Aires | Resumo |
| 1996                                 | Damon Hill                     | Williams-Renault | Buenos Aires | Resumo |
| 1997                                 | Jacques Villeneuve             | Williams-Renault | Buenos Aires | Resumo |
| 1998                                 | Michael Schumacher             | Ferrari          | Buenos Aires | Resumo |

### Por pilotos, equipes e países que mais venceram1
|          |                    |                        |
| Vitórias | Pilotos            | Edições                |
| 4        | Juan Manuel Fangio | 1954, 1955, 1956, 1957 |
| 2        | Emerson Fittipaldi | 1973, 1975             |
| 2        | Damon Hill         | 1995, 1996             |
| 1        | Alberto Ascari     | 1953                   |
| 1        | Luigi Musso        | 1956                   |
| 1        | Stirling Moss      | 1958                   |
| 1        | Bruce McLaren      | 1960                   |
| 1        | Jackie Stewart     | 1972                   |
| 1        | Denny Hulme        | 1974                   |
| 1        | Jody Scheckter     | 1977                   |
| 1        | Mario Andretti     | 1978                   |
| 1        | Jacques Laffite    | 1979                   |
| 1        | Alan Jones         | 1980                   |
| 1        | Nelson Piquet      | 1981                   |
| 1        | Jacques Villeneuve | 1997                   |
| 1        | Michael Schumacher | 1998                   |

|          |            |                        |
| Vitórias | Construtor | Edições                |
| 4        | Williams   | 1980, 1995, 1996, 1997 |
| 3        | Ferrari    | 1953, 1956, 1998       |
| 2        | Maserati   | 1954, 1957             |
| 2        | Cooper     | 1958, 1960             |
| 2        | McLaren    | 1974, 1975             |
| 2        | Team Lotus | 1973, 1978             |
| 1        | Mercedes   | 1955                   |
| 1        | Tyrrell    | 1972                   |
| 1        | Wolf       | 1977                   |
| 1        | Ligier     | 1979                   |
| 1        | Brabham    | 1981                   |

|          |                |                        |
| Vitórias | País           | Edições                |
| 4        | Argentina      | 1954, 1955, 1956, 1957 |
| 4        | Reino Unido    | 1958, 1972, 1995, 1996 |
| 3        | Brasil         | 1973, 1975, 1981       |
| 2        | Itália         | 1953, 1956             |
| 2        | Nova Zelândia  | 1960, 1974             |
| 1        | África do Sul  | 1977                   |
| 1        | Estados Unidos | 1978                   |
| 1        | França         | 1979                   |
| 1        | Austrália      | 1980                   |
| 1        | Canadá         | 1997                   |
| 1        | Alemanha       | 1998                   |

↑1  Contabilizados somente os resultados válidos pelo mundial de F1.

## Recorde do Grande Prêmio da Argentina
|                       |                    |                  |          |          |      |
| Buenos Aires          | País/Piloto        | Chassi/Motor     | Tempo    | Extensão | Ano  |
| Pole position         | Jacques Villeneuve | Williams-Renault | 1:24.473 | 4.259 km | 1997 |
| Melhor volta na prova | Gerhard Berger     | Benetton-Renault | 1:27.981 | 4.259 km | 1997 |